# Norra Hiagölen
Norra Hiagölen är en sjö i Vaggeryds kommun i Småland och ingår i Lagans huvudavrinningsområde.